# Ласло Штернберг
Ласло Штернберг (мађ. Sternberg László; 28. мај 1905 — 4. јул 1982) био је мађарски фудбалер који је играо у Европи и Сједињеним Државама. Као дефанзивац, био је капитен мађарске фудбалске репрезентације на Светском првенству у фудбалу 1934.
1925. Штернберг је започео каријеру у Новеше Нови Лигуреу. После једне сезоне, прешао је у Сампдорију 1927. нови закон у Италији је забранио коришћење страних играча у италијанским тимовима. Штернберг се вратио у Мађарску и придружио Ујпешту. 1928. Штернберг се преселио у Сједињене Државе и потписао уговор са Њујорк Џајантсима из Америчке фудбалске лиге . Са избијањем „фудбалског рата“ између лиге и Фудбалског савеза Сједињених Држава, Штернберг је накратко играо у Источној професионалној фудбалској лиги. 1929. се преселио у Бруклин Хаку, претежно јеврејски тим. 1930. Бруклин се спојио са њујоршком Хакоом и формирао Хакоа Ол Старс. Бруклин Хакоа је 1929. освојио Национални куп челенџ. 1932. кратко је играо за Њујорк Американце. Потом се вратио у Европу и придружио Ујпешту пре него што је завршио каријеру у Црвеној звезди из Париза. За Мађарску је одиграо деветнаест утакмица као дефанзивац.
Био је тренер Ујпешта од 1937. до 1938. године.